# Celeste (gruppo musicale)
Celeste è un gruppo musicale italiano di rock progressivo, nato nel 1972 a Sanremo e riportato in attività dopo oltre 40 anni da uno dei suoi membri fondatori, Ciro Perrino.

## Storia del gruppo
Celeste, come il Museo Rosenbach, si formò a Sanremo nel Settembre del 1972 dallo scioglimento del gruppo de Il Sistema, su iniziativa di Ciro Perrino (percussioni, flauto, mellotron, voce solista) e Leonardo Lagorio (flauto, sax e tastiere, proveniente dal complesso di Giorgio Santiano) per indirizzare la loro musica su brani più classici ed acustici rispetto all'esperienza precedente. In Celeste fu chiamato Mariano Schiavolini che, studente di violino, clarinettista e chitarrista, compose le melodie del primo album del gruppo. Le musiche di Mariano Schiavolini accompagnate dagli arpeggi della sua chitarra classica, che scandivano il tempo, insieme alle percussioni orchestrali di Ciro Perrino e il basso sinfonico di Giorgio Battaglia, hanno sostituito la classica formazione ritmica di basso/batteria utilizzata da tutti i gruppi di musica rock di quegli anni, creando uno stile di Rock Progressivo, assai particolare, che unito alle atmosfere psichedeliche create dai synth e mellotron, e dall'etereo flauto di Leo Lagorio, hanno dato alla luce un nuovo stile di musica. Ciro Perrino scrisse i testi in italiano, che vennero successivamente tradotti in lingua inglese dalla cantante Nikki Berenice Barton per una versione di cui esiste solamente una registrazione live. A completare la formazione vennero chiamati Giorgio Battaglia al basso, Marco Tudini al flauto aggiunto,  sassofoni, percussione, Riccardo Novero al violoncello.
Nel 1973 fu ultimata la composizione del primo album e iniziarono le prove in studio, ma la cantante decise di rientrare in Gran Bretagna per proseguire la sua carriera solista, sostituita da Perrino, Riccardo Novero lasciò il gruppo per dedicarsi alla carriera di concertista e Marco Tudini lasciò l'Italia per cercare fortuna in Gran Bretagna. I quattro musicisti superstiti (Battaglia, Lagorio, Perrino e Schiavolini) completarono le registrazioni dell'album nei primi mesi del 1974, ma, inspiegabilmente, l'album fu pubblicato solo nel gennaio del 1976 con il titolo "Principe di un Giorno" per l'etichetta Grog. Nel 1975 Celeste partecipò alle selezioni per il Festival di Sanremo con il brano Silenzi fra noi due di Perrino-Lagorio ma nonostante il brano fosse tra i più apprezzati dalla commissione, non venne ammesso alla manifestazione.
Dopo l'uscita del primo disco ci fu qualche aggiustamento nella formazione del gruppo grazie all'ingresso di Francesco Di Masi alla batteria, con Perrino come cantante, tastierista e flautista. Iniziarono le nuove sessioni di prove caratterizzate da brani la cui scrittura era più vicina ad una impostazione jazz-rock rispetto a "Principe di un Giorno" ma nel 1977 il gruppo si sciolse per dissapori artistici ed un album comprendente quelle registrazioni venne stampato solo nel 1991 dalla Mellow Records con il titolo di II (o Celeste II), erroneamente considerato il secondo album della band.
Dopo lo scioglimento di Celeste, Ciro Perrino ha creato e suonato in altri gruppi (SNC, St. Tropez, La Compagnia Digitale) e nel 1980 ha realizzato il suo primo album solista "Solare". Dopo svariati album e progetti solisti nell'autunno del 2016 Ciro Perrino decide di riprendere le file del progetto di Celeste e con una nuova formazione inizia a lavorare per dare un seguito alla storia musicale della band. Un nuovo album, intitolato "Il Risveglio del Principe", viene pubblicato nel febbraio del 2019 per l'etichetta Mellow Records.
Dopo due anni, nel gennaio del 2021 viene pubblicato il terzo album ufficiale del gruppo intitolato "Il Principe del Regno Perduto". Nel Gennaio del 2023 viene pubblicato il quarto album ufficiale della band: "CELESTE with CELESTIAL Symphony Orchestra". Si tratta di un progetto realizzato con la collaborazione di una piccola orchestra sinfonica che si affianca e si fonde con la formazione Rock. Le composizioni sono 13 e sono tutte originali.
Nel maggio del 2024 viene pubblicato il quinto album della discografia ufficiale della band. Il nuovo progetto è intitolato "Echi di un Futuro Passato"
Nel Maggio del 2025 viene pubblicato il sesto album ufficiale della band. Questo nuovo progetto ha il titolo di "Anima Animus".

## Formazione

### 1972-1977
- Ciro Perrino - voce solista, batteria, percussioni, flauto, Mellotron
- Leonardo Lagorio - tastiere, flauto, sax tenore, sax contralto
- Mariano Schiavolini - chitarra acustica, violino, clarinetto
- Giorgio Battaglia - basso elettrico

### 2016
- Ciro Perrino - Mellotron, tastiere e sintetizzatori, percussioni, voce solista
- Enzo Cioffi - batteria
- Mauro Vero - chitarre acustiche, chitarra elettrica
- Francesco Bertone - basso elettrico
- Marco Moro - flauti, flauti a becco, sax tenore
- OSPITI
- Sergio Caputo - violino
- Massimo Dal Prà - pianoforte acustico, clavicembalo
- Mariano Dapor - violoncello
- Marzio Marossa - percussioni
- Andrea De Martini - sax contralto, sax tenore
- Elisa Montaldo - voci
- Claudia Enrico - Rainstick
- Alfio Costa - Hammond
- Ciro Carlo Antonio Perrino - voce recitante in "Qual Fior di Loto"

2020
- Ciro Perrino - Mellotron, Solina, Eminent, Hammond, Mini Moog, ARP 2600, voce solista
- Enzo Cioffi - batteria
- Mauro Vero - chitarre acustiche, chitarra elettrica
- Francesco Bertone - basso elettrico
- Marco Moro - flauti, flauti a becco, sax tenore, sax baritono
- OSPITI
- Sergio Caputo - violino
- Anna Marra - voce
- Marco Canepa - pianoforte, clavicembalo
- Edmondo Romano - sax Soprano, clarinetto, Duduk, Low Whistle, Chalumeau
- Paolo Maffi - sax soprano, sax contralto, sax tenore
- Alessandro Serri - voce, chitarra elettrica
- Ciro Carlo Antonio Perrino - voce recitante in "Tornerai Tramonto"

2022
- Ciro Perrino - Mellotron, Solina, Eminent, Hammond, Mini Moog, ARP 2600, voce solista
- Enzo Cioffi - batteria
- Mauro Vero - chitarre acustiche, chitarra elettrica
- Francesco Bertone - basso elettrico
- Marco Moro - flauti, flauti a becco, sax tenore, sax baritono
- OSPITI
- Marco Canepa - pianoforte acustico
- Ines Aliprandi - voce solista in “Blu Genziana”, “Nuove Galassie”, “Pausa di Quiete”, Ali Passeggere”, “Boschi e Lanterne”, “Sogni Elisi”, “Ombre Cremisi”
- Ciro Carlo Antonio Perrino - voce solista in “Blu Genziana”
- Roberto Tiranti - voce solista in “Angeliche Prospettive” e “Druidi e Musici”
- Amanda Coggiola - oboe e corno Inglese
- Vittorio De Franceschi - clarinetto e clarinetto basso
- Paola Sales - fagotto
- Luigi Cocco - tromba in Do
- Andrea Paolocci - corno in Fa
- Stefano Bianchi - trombone
- ORCHESTRA / STRINGS
- Ilaria Bruzzone - violino
- Daniele Guerci - violino
- Noemi Kamaras - violino
- Laura Sillitti - violino
- Alessandro Sacco - viola
- Roberta Tumminello - viola
- Arianna Menesini - violoncello

2024
- Ciro Perrino - Mellotron, Solina, Eminent, Hammond, Mini Moog, ARP 2600, voce solista
- Enzo Cioffi - batteria
- Mauro Vero - chitarre acustiche, chitarra elettrica
- Francesco Bertone - basso elettrico, basso fretless
- Marco Moro - flauti, flauti a becco, sax contralto, sax tenore, sax baritono
- OSPITI
- Marco Canepa - pianoforte acustico
- Ines Aliprandi - voce solista
- Paolo Maffi - sax contralto, sax tenore
- Sergio Caputo - violino

2025
- Ciro Perrino - Mellotron, Solina, Eminent, Oberheim OBa, Minimoog, ARP 2600, EMS AKS, Percussione
- Enzo Cioffi - Batteria
- Francesco Bertone - Basso Elettrico, Basso Fretless
- Mauro Vero - Chitarre Elettriche ed Acustiche
- Marco Moro - Flauto, Flauto in Sol, Flauto Basso
- OSPITI
- Marco Canepa - Pianoforte
- Ines Aliprandi - Voce Solista,
- Paolo Maffi - Sax Soprano, Sax Contralto, Sax Tenore
- Mirco Rebaudo - Sax Soprano, Sax Contralto, Sax Tenore, Sax Baritono, Clarinetto
- Enrico Allavena - Trombone, Basso Tuba
- Davide Mocini - Chitarra Dodici Corde
- Marco Fadda - Percussione

## Discografia
- 1976: Principe di un Giorno (Grog)
- 1991: II (Mellow Records)
- 1992: I Suoni in una Sfera (Mellow Records)
- 1993: Second Plus (Mellow Records)
- 2019: Il Risveglio del Principe (Mellow Records)
- 2020: Flashes from Archives of Oblivion (Mellow Records)
- 2021: Il Principe del Regno Perduto (Mellow Records)
- 2022: Principe di un Giorno - The Definitive Edition (Mellow Records)
- 2023: Celeste with Celestial Symphony Orchestra (Mellow Records) 2025 Ristampa (Inner Garden Records)
- 2024: Echi di un Futuro Passato (Mellow Records) 2025 Ristampa (Inner Garden Records)
- 2025: Anima Animus (Inner Garden Records)
- 2025: CELESTE meets Celtic Harp featuring Claudia Murachelli (work in Progress)